# Harmonic drive

strain wave gear "harmonic drive"

Een strain wave gear (ook bekend als harmonic drive, genoemd naar de firma Harmonic Drive SE, Limburg) is een tandwieloverbrenging met een grote overbrengingsverhouding.
Het kenmerk van een strain wave gear is dat grote vertragingen mogelijk zijn. Binnen dezelfde afmetingen waarbij met een tandwielpaar of een planeetwielmechanisme vertragingen van 10 op 1 mogelijk zijn, zijn met een harmonic drive vertragingen van meer dan 300 op 1 mogelijk. Omdat een groot gedeelte van de tanden aan de krachtoverdracht deelneemt en omdat er een zeer grote vertragingoverbrenging mogelijk is, is de strain wave gear zeer compact, robuust, spelingsvrij en onderhoudsvrij.
Het basisconcept van de strain wave gear is door C.W. Musser in 1957 geïntroduceerd. De eerste succesvolle toepassing was in 1964 door Hasegawa Gear Works, Ltd. and USM Co., Ltd.
De harmonic drive kent toepassingen in robotarmen, lucht- en ruimtevaart, vliegsimulatoren en paraboolantennes.

## Werkingsprincipe

Werkingsprincipe van een strain wave gear. (Zie het merkteken op de flexibele tandring B) A ringvormige tandring. B flexibele tandring. C golfgenerator.

Het werkingsprincipe van een strain wave gear is gebaseerd op het elastische vervormen van een tandring.
Het mechanisme bestaat uit drie componenten de:
- A ringvormige tandring (circular spline).
- B flexibele tandring (flexspline).
- C golfgenerator (wave generator).

De golfgenerator roteert in de flexibele tandring. Zie figuur. Omdat de flexibele tandring ovaal is, zal bij het roteren, de flexibele tandring als een golf in de ringvormige tandring op en neer bewegen. Omdat de buitenring meer tanden heeft dan de binnenring zullen de ringen relatief gezien zich ten opzichte van elkaar verplaatsen.
Afhankelijk welk deel aan de vaste wereld vastzit (niet kan bewegen), zal bij één omwenteling van de golfgenerator, de flexibele tandring overeenkomstig het verschil in het aantal tanden bij de ringvormige tandring achterblijven. In het voorbeeld zit de ringvormige tandring aan de vaste wereld vast. 
Als voorbeeld, de flexibele tandring (T1) heeft 48 tanden en de ringvormige tandring (T2) heeft 50 tanden, dan zal na één omwenteling van de golfgenerator de ringvormige tandring 2 tanden verplaatsen. De reductie is het verschil in het aantal tanden van beide ringen gedeeld door het aantal tanden van de flexibele tandring. 
{\displaystyle n={\frac {T_{1}-T_{2}}{T_{1}}}}
De negatieve waarde geeft aan dat de flexibele tandring een tegengestelde bewegingsrichting heeft.